# Parafia Narodzenia Najświętszej Maryi Panny w Żuławkach
Parafia Narodzenia Najświętszej Maryi Panny w Żuławkach – parafia rzymskokatolicka w diecezji elbląskiej. Erygowana w 22 czerwca 1352 r. z inicjatywy wielkiego mistrza zakonu krzyżackiego Winricha von Kniprode. Do czasu likwidacji diecezji pomezańskiej w 1525 r., parafia w Żuławkach była siedzibą dekanatu.
Po zniszczeniu w 1788 r. pierwotnego kościoła w Żuławkach, w latach 1840–1841 zbudowano nową świątynię w stylu neogotyckim. Nowy kościół konsekrowano 3 października 1841 r. Posiada wieżę, nawę, płaski, drewniany strop oraz 3 ołtarze z XVII i XVIII wieku.
Na obszarze parafii leżą miejscowości: Żuławki, Bronowo, Broniewo, Drewnica, Dworkowo, Izbiska, Książęce Żuławy, Przemysław, Szkarpawa, Wiśniówka. Tereny parafii znajdują się w gminie Stegna, w powiecie nowodworskim, w województwie pomorskim.
W Bronowie znajduje się kaplica publiczna pw. Wniebowzięcia NMP, poświęcona 22 sierpnia 1992 r.

## Proboszczowie parafii w XX wieku
- 1883–1911 – ks. Andrzej Behrendt
- 1911–1946 – ks. Bernard Zimmermann
- 1946 – ks. Józef Wrzeciono SJ
- 1946–1947 – ks. Korneliusz Gadacz (administrator)
- 1947 – ks. Stefan Sikorski (administrator)
- 1947–1949 – ks. Alfons Skwiercz (proboszcz parafii NSPJ w Stegnie)
- 1949–1957 – ks. Józef Wrzeciono SJ
- 1957–1961 – ks. Edward Godlewski
- 1961–1980 – ks. Fryderyk Lulkowski
- 1980–1983 – ks. Stanisław Strzyż (administrator)
- 1983–1985 – ks. Ludwik Ossowski (administrator)
- 1985–1991 – ks. Gerard Klein
- 1991–2004 – ks. Antoni Mikielewicz
- od 2004 – ks. Jarosław Plis